# Бурсун
Бурсун — бывший хутор в Казбековском районе Дагестана. Упразднён в 1944 г.

## География
Располагался к югу от города Хасавюрт, на левом берегу реки Акташ.
Ближайшие населённые пункты: на юге село — Ленинаул.

## История

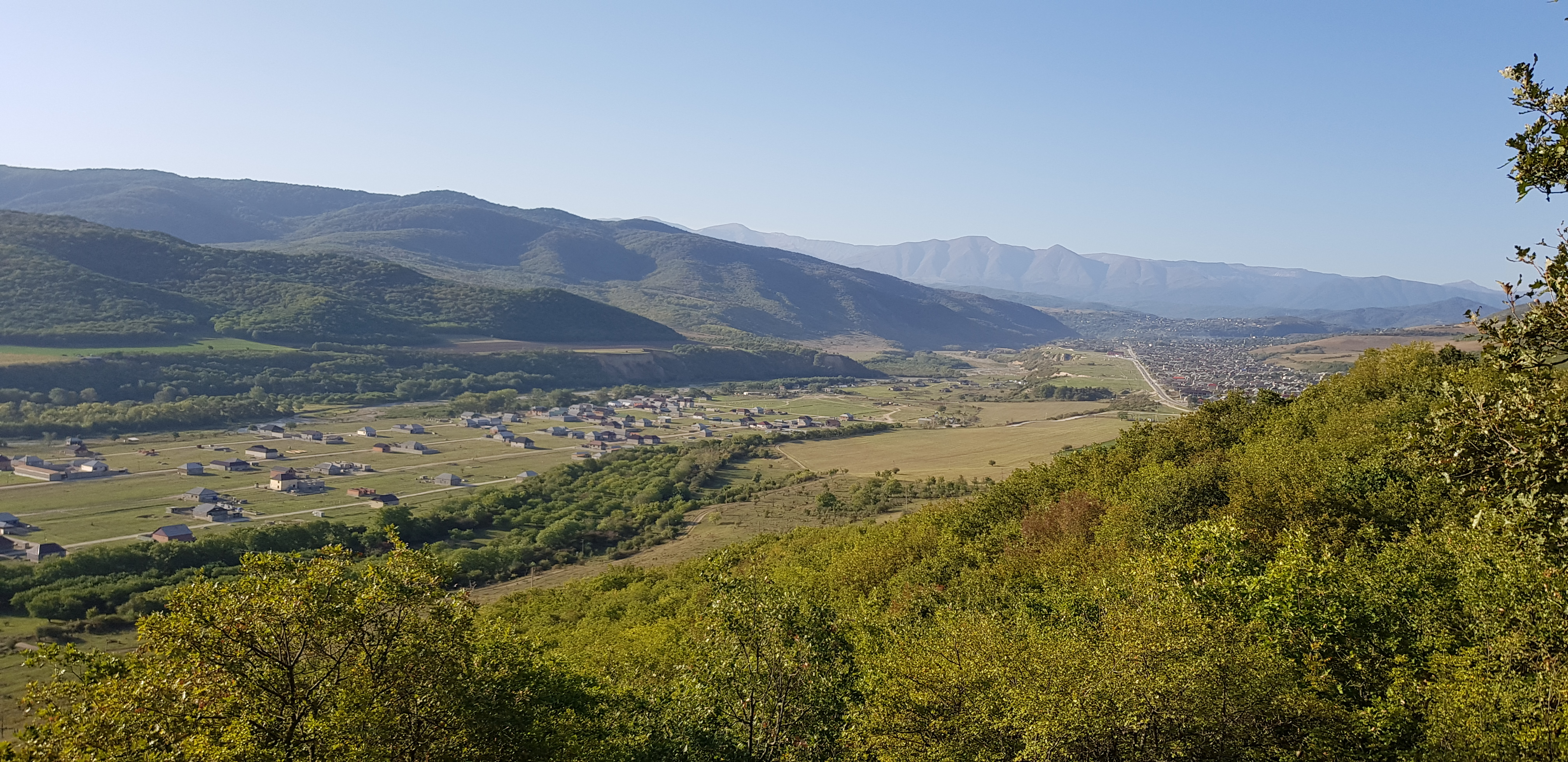
Бурсун (слева), справа Ленинаул (Акташ-Аух)

В списках 1914 г. населенный пункт не упоминается. По данным на 1926 г. хутор Бурусун состоял из 37 хозяйств и входил в состав Акташ-Ауховского сельсовета Хасав-Юртовского округа. По всей видимости упразднён в 1944 г. после депортации чеченского населения из Даг АССР. В дальнейшем на месте бывшего хутора располагалась МТФ. В настоящее время землях бывшего вырос новый микрорайон Бурсум села Ленинаул.

## Население
По данным переписи 1926 г. на хуторе проживало 166 человек (91 мужчина и 75 женщин), чеченцы — 100 % населения. По данным переписи 1939 г. на хуторе проживало 293 человека, в том числе 159 мужчин и 139 женщин.